# Mixco Viejo
Mixco Viejo, també conegut com a Jilotepeque Viejo, és un jaciment arqueològic situat al nord-est del departament de Chimaltenango, Guatemala. És en un turó que domina la confluència dels rius Pixcayá i Motagua en el municipi de San Martín Jilotepeque.

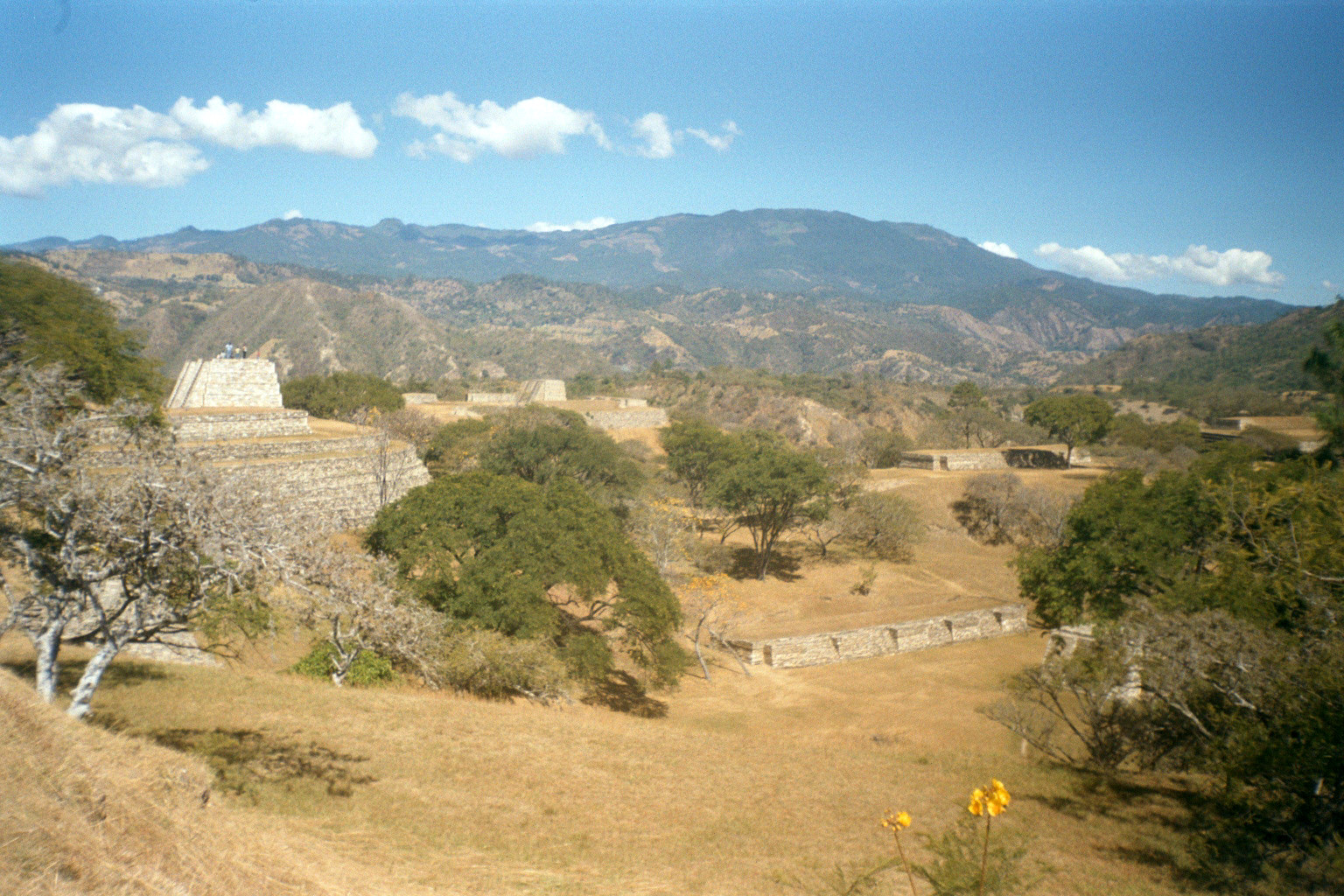
Vista del jaciment

La ciutat fou construïda a inicis del s. XII al cim d'un turó envoltat de barrancs. Se suposa que Mixco era la capital del Regne poqomam i que es deia originàriament Saqik'ajol Nimakaqapek. Al voltant del 1470 fou conquistat pel poble kaqtxikel i li canviaren el nom a Jilotep'ek (Jilotepeque). Sembla que arribà a tenir un població de 10.000 habitants a inicis del s. XVI. Mixco Viejo fou conquistat i arrasat per les tropes de l'espanyol Pedro de Alvarado al 1525, després d'un setge de més de tres mesos.
Les ruïnes se'n divideixen en 15 grups amb almenys 120 estructures majors, que inclouen temples, palaus i dues pistes de joc de pilota.
Entre 1954 i 1967 s'hi feren excavacions arqueològiques sota la direcció de l'arqueòleg Henri Lehmann, del Musée de l'Humanité de París. Després se'n reconstruïren alguns temples i piràmides.
El lloc és obert al turisme i té un petit museu.